# IGuard
El holding iguard.org es iGuard. El propósito de esta página web es vigilar la seguridad de los medicamentos éticos (i.e. de prescripción), medicamentos de venta libre (over-the-counter) y los suplementos saludables en más de 1 050 000 pacientes norteamericanos. La compañía también evalúa la seguridad de medicamentos diversos usando una escala de ratings estándar, ha recibido apoyo crítico de los grupos defensores de los pacientes preocupados por el gran número de pacientes afectados por efectos indeseables serios, y prevenibles.
La compañía iGuard fue fundada en 2007 por el Dr. Hugo Stephenson.  Es una subsidiaria de Quintiles Transnational, una organización multinacional de Maquila.

## Ratings de iGuard
El sitio web de iGuard site emplea una escala pentacroma para el sistema Homeland Security Advisory System estadounidense que comunica el riesgo de desarrollar efectos indeseables graves. El rating de riesgos se basa en la drug's approved label (etiqueta de medicamento aprobado) y las investigaciones científicas en las revistas principales. El sitio web publica ratings generales para una gama amplia de drogas (medicamentos) y suplementos, y produce ratings personalizados que consideran el perfil de salud del paciente y las interacciones entre los medicamentos que usa el paciente.   
iGuard Risk Ratings
- High Risk (rojo): Requiere consideraciones cuidadosas de riesgo, con prescripción y vigilancia de su médico.
e.g. Doxorrubicina, Vincristina

- Elevated (anaranjado): Tiene un plan de personal de riesgo, medicamentos con prescripción de su médico.
e.g. Prednisona, Warfarina, Insulina

- Guarded (amarillo): Reservado para productos innovadores, para alertas de eventos de seguridad.
e.g. sitagliptina, Drospirenona

- General (azul): Usar bajo precaución normal, con de la supervisión de su médico.
e.g. Atorvastatina, Metoprolol

- Low (verde): Adecuado para uso libre.
e.g. Vitamina C, Caltrate(R)

## Críticas
Los sistemas de evaluación de riesgo, tales como el empleado por iGuard, han sido objeto de crítica por sus potencialmente simples requerimientos de la Evaluación de riesgo, que son usados para informar las decisiones de gestión de riesgos.